# Wiencke-Insel
Die Wiencke-Insel (französisch Île Wiencke) ist eine Insel im Südosten des Palmer-Archipels westlich der Antarktischen Halbinsel. 

## Topographie
Die Wiencke-Insel ist durch den Neumayer-Kanal von der Anvers-Insel im Nordosten getrennt. Sie misst in Südwest-Nordost-Richtung ca. 26 Kilometer und ist zwischen 3 und 8 Kilometer breit. Die Insel ist gebirgig, die höchste Gebirgskette ist die Sierra DuFief im Südwesten. Hier liegt mit dem 1415 m hohen Luigi Peak der höchste Punkt der Insel.

## Geschichte
Die Insel wurde von der Belgica-Expedition (1897–1899) unter Adrien de Gerlache de Gomery entdeckt und nach einem auf dieser Fahrt tödlich verunglückten norwegischen Matrosen, Carl-August Wiencke (1877–1898), benannt. Während der Vierten Französischen Antarktisexpedition (1904–1907) wurde sie von Jean-Baptiste Charcot kartiert. 1929 und 1930 startete Hubert Wilkins von Port Lockroy im Nordwesten der Insel zu zwei Flügen über die Antarktische Halbinsel und nach Deception Island.

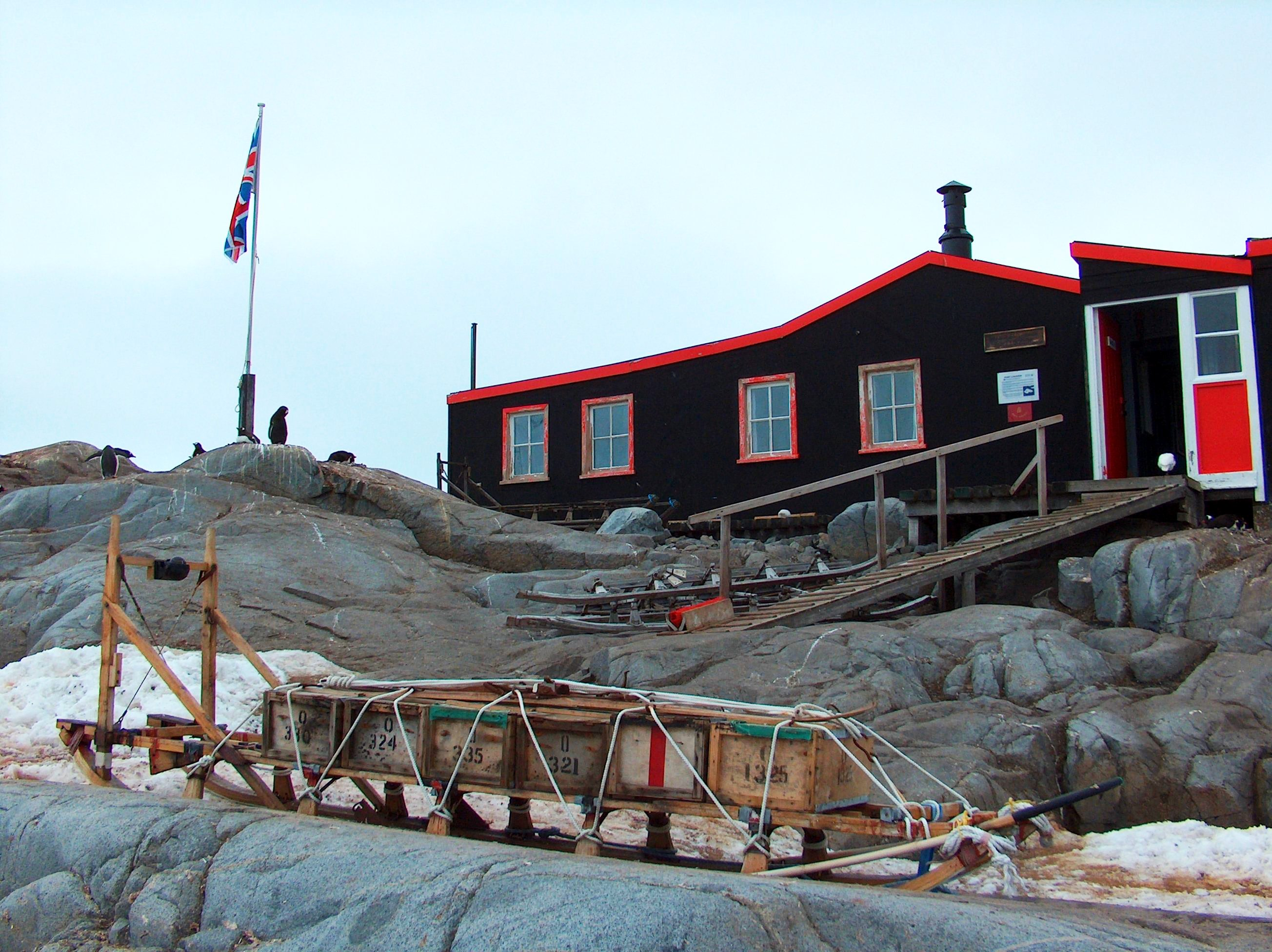
Port Lockroy, heute als Museum eine Touristenattraktion

Im Zweiten Weltkrieg spielte die Insel eine strategische Rolle bei der britischen Militäraktion Operation Tabarin. Am Nordwestufer wurde 1944 auf der Goudier-Insel der Stützpunkt Port Lockroy (Station A) errichtet, der bis 1962 als Forschungsstation genutzt wurde. Hier befasste man sich ab 1950 hauptsächlich mit der Erforschung der Ionosphäre. Die dort errichtete Hütte erhielt den Namen Bransfield House, nach dem Kapitän der Royal Navy Edward Bransfield, der in den Jahren 1819–1820 als Erster einen Teil des antarktischen Festlandes kartierte. Seit 1962 werden die Forschungen auf der Britischen Station F auf den Argentinischen Inseln weitergeführt.
Seit dem antarktischen Sommer 1996 wird die Insel häufig von Kreuzfahrtschiffen angelaufen, Touristenattraktionen sind die durch den UK Antarctic Heritage Trust als Museum betriebene ehemalige Forschungsstation und die Pinguine der Insel.